# Alconada de Maderuelo
Alconada de Maderuelo – gmina w Hiszpanii, w prowincji Segowia, w Kastylii i León, o powierzchni 12,07 km². W 2011 roku gmina liczyła 34 mieszkańców.